# والنت سینکوویچ
والنت سینکوویچ (انگلیسی: Valent Sinković؛ زادهٔ ۲ اوت ۱۹۸۸) قایقران روئینگ اهل کرواسی است.
وی در مسابقات کشوری و بین‌المللی در مجموع برندهٔ ۱۱ مدال طلا، ۳ مدال نقره، ۱ مدال برنز شده‌است.